# Arthur Gore
Arthur William Charles Wentworth Gore (2. ledna 1868, Lyndhurst, Hampshire – 1. prosince 1928, Kensington, Londýn) byl britský tenista, dvojnásobný olympijský vítěz z Letních olympijských her 1908 v Londýně, na kterých zvítězil ve dvouhře a spolu s Herbertem Barrettem také ve čtyřhře halových soutěží. Ve Wimbledonu vyhrál třikrát dvouhru a dalších pět singlových finále prohrál, ve čtyřhře má jeden titul a dvě finálové účasti.
K roku 2011 drží wimbledonský věkový rekord jako nejstarší vítěz dvouhry historie turnaje, když v roce 1909 získal třetí titul ve čtyřiceti jedna letech a šesti měsících 41 let a 182 dnů), finále si naposledy zahrál roku 1912 ve čtyřiceti čtyřech letech. Dalším rekordním zápisem je jeho turnajová aktivita. Jedná se o nejaktivnějšího hráče historie Wimbledonu, když v letech 1888–1927 nevynechal ani jeden ročník a zúčastnil se všech 39 turnajů.
V roce 2006 byl posmrtně uveden do Mezinárodní tenisové síně slávy.

## Finálová utkání na Grand Slamu

### Dvouhra

#### Vítěz (3)
| Rok  | Turnaj    | Finalista             | Výsledek            |
| 1901 | Wimbledon | Reginald Doherty      | 4-6 7-5 6-4 6-4     |
| 1908 | Wimbledon | Herbert Roper Barrett | 6-3 6-2 4-6 3-6 6-4 |
| 1909 | Wimbledon | Josiah Ritchie        | 6-8 1-6 6-2 6-2 6-2 |

#### Finalista (5)
| Rok  | Turnaj    | Vítěz            | Výsledek            |
| 1899 | Wimbledon | Reginald Doherty | 6-1 6-4 3-6 3-6 3-6 |
| 1902 | Wimbledon | Laurie Doherty   | 4-6 3-6 6-3 0-6     |
| 1907 | Wimbledon | Norman Brookes   | 4-6 2-6 2-6         |
| 1910 | Wimbledon | Anthony Wilding  | 4-6 5-7 6-4 2-6     |
| 1912 | Wimbledon | Anthony Wilding  | 4-6 4-6 6-4 4-6     |

### Čtyřhra (3)

#### Vítěz (1)
| Rok  | Turnaj    | Spoluhráč             | Finalisté                    | Výsledek    |
| 1909 | Wimbledon | Herbert Roper Barrett | Stanley Doust / Harry Parker | 6-2 6-1 6-4 |

#### Finalista (3)
| Rok  | Turnaj    | Spoluhráč             | Vítězové                         | Výsledek        |
| 1908 | Wimbledon | Herbert Roper Barrett | Josiah Ritchie / Anthony Wilding | 1-6 2-6 6-1 7-9 |
| 1910 | Wimbledon | Herbert Roper Barrett | Josiah Ritchie / Anthony Wilding | 1-6 1-6 2-6     |